# ローラ・キティポバ
ローラ・キティポバ（Lora Kitipova、女性、1991年5月19日 - ）は、ブルガリアのバレーボール選手。ポジションはセッター。ブルガリア代表。

## 来歴
ソフィア出身。2007年、CSKA Sofiaに入団し、バレーボール選手としてのキャリアを開始する。2011年、ブルガリア代表に初選出される。同年のヨーロッパリーグで銅メダルを獲得した。2011-12シーズンにアゼルバイジャンリーグのイトゥサチ・バクーでプレーしていた。
2013年から代表チームのレギュラーに抜擢され、同年のワールドグランプリでは9位となった。世界選手権では2大会連続出場した。2018年のヨーロッパリーグで金メダルを獲得し、自身もベストセッター賞を受賞した。

## 球歴
- 世界選手権 - 2014年、2018年
- 欧州選手権 - 2011年、2013年、2015年、2017年、2019年、2021年
- ワールドグランプリ - 2013年、2014年、2015年、2016年、2017年
- ネーションズリーグ - 2019年

## 受賞歴
- 2018年　ヨーロッパリーグ ベストセッター賞

## 所属クラブ
- CSKA Sofia（2007-2009年）
- Levski Siconco（2009-2010年）
- CSKA Sofia（2010-2011年）
- イトゥサチ・バクー（2011-2012年）
- アリアンツ MTV シュトゥットガルト（2012-2013年）
- アゼルレイル・バクー（2013-2015年）
- Volley Towers（2015-2016年）
- VK Proton（2016-2017年）
- VK Maritsa（2017-2018年）
- CSMヴォレイ・アルバ・ブラジ（2018-2019年）
- VC Maritza（2019-2020年）
- SC Prometey（2020-2022年）
- VC Kuanysh（2022-2023年）
- VC Maritza（2023年）
- CSMヴォレイ・アルバ・ブラジ（2023-）